# 城隍庙 (湟源县)
城隍庙，位于中国青海省西宁市湟源县，为丹噶尔古城保存最完整的宫殿式建筑之一，始建于清乾隆四十一年（1776年），嘉庆六年（1801年）重修。又于宣统三年（1911年）、民国十五年（1926年）两次维修。城隍庙坐北朝南，依山势而建，总面积约6000平方米。
1986年5月27日公布为第四批青海省文物保护单位，2013年3月5日公布为第七批全国重点文物保护单位。